# 肩角园蛛
肩角园蛛（学名：Araneus tsuno）为园蛛科园蛛属的动物。分布于俄罗斯、日本以及中国大陆的黑龙江等地。该物种的模式产地在日本。